# Herbicide de pré-levée

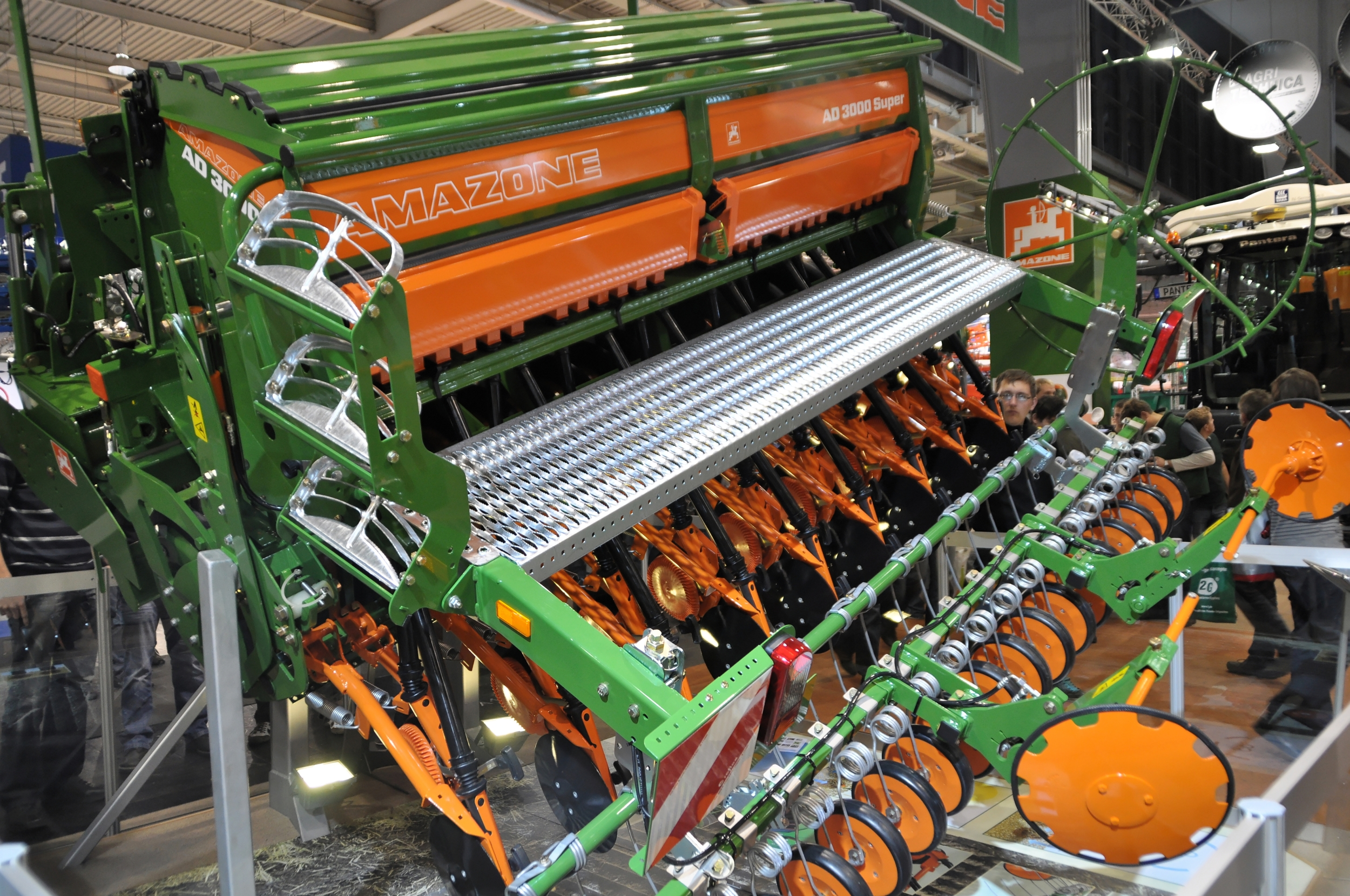
Semoir équipé de deux disques de jalonnage postérieur de pré-levée.

Les herbicides de pré-levée sont un groupe d'herbicides destinés à être appliqués sur le sol « avant la levée de la culture » de manière à supprimer les mauvaises herbes dès leur germination.
L'application d'herbicides en pré-levée est une technique largement utilisée pour appliquer des herbicides à large spectre.
Les herbicides de pré-levée sont généralement appliqués peu de temps après le semis, mais avant l'émergence (levée) des premières plantules de la plante cultivée. 
Ils ne sont pas incorporés mécaniquement dans le sol.
Le mécanisme d'action est basé sur le fait que les mauvaises herbes, dont des graminées, proviennent en général des couches supérieures du sol (< 50 mm).
Les plantes cultivées sont semées à une profondeur plus importante.
L'herbicide appliqué sur la couche supérieure du sol doit être lessivé par une pluie (légère) ou l'irrigation par aspersion.
Une forme particulière de l'application est la destruction de la végétation existante par l'herbicide de pré-levée et un semis ultérieur de la plante cultivée.
Cette technique d'application est typique de l'agriculture en semis direct (« système sans labour ») et du réensemencement des pelouses.

## Avantages et inconvénients
Comparés à d'autres méthodes de protection chimique des plantes, les herbicides de pré-levée ont des avantages et des inconvénients.

### Avantages
- L'application par pulvérisation entraîne une forte concentration de l'herbicide dans la couche supérieure du sol. Cette concentration est particulièrement efficace contre les mauvaises herbes à germination peu profonde qui proviennent de ces couches. En général, on n'obtient pas ces concentrations élevées avec les herbicides incorporés dans le sol.
- L'application est également possible sur un sol humide, dans lequel l'incorporation de l'herbicide ne serait pas possible.
- La séparation spatiale de l'effet herbicide cantonné dans les couches supérieures du sol de la germination des cultures dans les couches inférieures augmente la sécurité.
- L'application précoce dans le cycle des cultures permet une réduction de la compétition au profit de la plante cultivée.
- En combinant le semis et l'application de l'herbicide, on peut économiser un passage sur le champ.
- Les herbicides de pré-levée peuvent être appliqués aussi bien dans le cas des cultures sans labour qu'avec labour.

### Inconvénients
- En l'absence de pluie ou sans possibilité d'irrigation, les herbicides de pré-levée ne sont pas utilisables (régions arides) ou leur efficacité peut être différée après une longue période sans pluie.
- En cas d'excès de pluie, par contre, l'herbicide peut être trop lessivé et entraîné en profondeur au niveau des graines semées, avec le risque de dégâts sur les plantes cultivées.

## Exemples de substances actives
- Flufénacet (par exemple le Bacara)
- Clomazone  (par exemple le  Centium)
- Dinitroanilines 
  - Pendiméthaline
- Chloracétamides 
  - Diméthénamide-P
- Thiocarbamates
  - EPTC
- Aclonifen
- Metalochlore